# Districtul Timimoun
Timimoun este un district din provincia Adrar, Algeria.